# Pascal Tayot
Pascal Luc Tayot (ur. 15 marca 1965 w Gennevilliers) – francuski judoka. Srebrny medalista olimpijski z Barcelony.
Zawody w 1992 były jego drugimi igrzyskami olimpijskimi, debiutował w 1988. Po medal sięgnął w wadze do 86 kilogramów, w finale pokonał go Polak Waldemar Legień. Był złotym medalistą mistrzostw Europy w 1992 i 1993, brązowym w 1988. Zdobył szereg medali na mistrzostwach Francji, w tym trzykrotnie zostawał mistrzem kraju seniorów.
Startował w Pucharze Świata w latach 1989–1993.